# Rumex ephedroides
Rumex ephedroides är en slideväxtart som beskrevs av Joseph Friedrich Nicolaus Bornmüller. Rumex ephedroides ingår i släktet skräppor, och familjen slideväxter. Inga underarter finns listade i Catalogue of Life.